# Mafikizolo
Mafikizolo est un duo de musique afro-pop sud-africain formé en 1996, composé du compositeur Theo Kgosinkwe et de la chanteuse principale Nhlanhla Nciza. Le duo gagne en notoriété après la sortie de leurs singles "Ndihamba Nawe kuphela", "Kwela Kwela", "Sibongile" et "Udakwa Njalo". Le groupe sort son album éponyme Mafikizolo en 1997 et Music Revolution en 1999,. En 2000, le groupe sort son troisième album, Gate Crashers, qui devient leur album le plus vendu,.
Mafikizolo a remporté 14 South African Music Awards, 2 MTV Africa Music Awards, dont les prix du Meilleur Duo ou Groupe de l'Année,.

## Histoire

### 1997-2002: Mafikizolo, Music Revolution et Sibongile
Ils font leur entrée sur la scène en 1997 en tant que groupe de kwaito avec leur membre décédé Tebogo Madingoane, mort le 14 février 2004, lorsqu'ils sortent leur album éponyme Mafikizolo. Ils sortent leur album de 1999 intitulé Music Revolution, suivi de Gate Crushers en 2000, qui inclut leurs tubes "Lotto" et "Majika",.
Après un accident quasi mortel qui a laissé Nhlanhla Nciza hospitalisée un moment, ils sortent leur album acclamé par la critique, Sibongile (2002), avec le hit "Ndihamba Nawe".

### 2003-2010: Kwela, Van Toeka Af et Six Mabone
En 2003, ils sortent Kwela, qui comprend "Kwela Kwela", assisté par Hugh Masekela, "Udakwa Njalo" et "Emlanjeni", entre autres.
En 2005, ils sortent Van Toeka Af, avec Nisixoshelani et Mas'Thokoze, entre autres. En 2006, ils sortent Six Mabone, qui inclut "O Tswa Kae" et "Love Potion". Six Mabone est sorti avant leur pause.
Pendant leur pause en 2009, ils sortent un album de compilation, The Best of, qui comprend une nouvelle chanson, "Walila",.

### 2011-2018:Reunited et 20
Ils reprennent le travail en groupe en 2013 avec la sortie de leur single acclamé internationalement, "Khona", en collaboration avec Uhuru. En 2014, le single "Khona" est interprété en direct lors des MTV Africa Music Awards lors de la cérémonie.
Leur premier album après leur pause sort en 2013 et s'intitule Reunited, ce qui leur vaut des prix aux 20e South Africa Music Awards en une seule nuit, entre autres récompenses. Pour promouvoir Reunited, ils entament une tournée au Royaume-Uni, se produisant dans trois villes : Londres, Manchester et Coventry. Mafikizolo est nommé pour le Meilleur Acte Africain aux MTV Europe Music Awards en 2013. Le succès de Reunited est tel qu'ils sortent un album de suivi quatre ans plus tard en 2017, intitulé 20, pour célébrer leur 20e anniversaire dans l'industrie musicale. L'album inclut "Love Potion" et "Ofana Nawe", en collaboration avec Yemi Alade,,,,.
Lors des 24e South African Music Awards, 20 reçoit trois nominations et remporte le prix du Duo/Groupe de l'Année et de la Meilleure catégorie d'album ingénierie.

### De 2019 à maintenant: Idwala
Après trois ans, ils annoncent la sortie de leur prochain album prévu pour 2022.
En novembre 2021, leur single "Mamezala" en collaboration avec le chanteur sud-africain Simmy est sorti. La chanson a atteint la 9e place des classements Radio Monitor.
"10k" en collaboration avec le chanteur sud-africain Sjava est sorti le 10 juin 2022.
Leur douzième album studio, Idwala, est sorti le 26 août 2022.

## Membres du groupe
- Nhlanhla Nciza - chant principal (1996-à présent)
- Theo Kgosinkwe - (1996-à présent)
- Tebogo Benedict Madingoane - (1996-2004)[18],[19],[20]

## Discographie

### Albums studio
- Mafikizolo (1997)
- Music Revolution (1999)
- Gate Crashers (2000)
- Sibongile (2002)
- Kwela (2003)
- Van Toeka Af (2005)
- Six Mabone (2006)
- Reunited (2013)
- 20 (2017)
- Idwala (2022)[21],[22]

## Nominations et trophées
| Année | Trophée                               | Catégorie                                               | Resultat   | Réferences |
| ----- | ------------------------------------- | ------------------------------------------------------- | ---------- | ---------- |
| 2003  | 9e SAMA                               | Groupe de l'année                                       | Lauréat    |            |
| 2004  | 10e SAMA                              | Duo de l'année                                          | Lauréat    | [ 23 ]     |
| 2005  | 11e SAMA                              | Meilleur Duo/Groupe                                     | Nomination | [ 24 ]     |
| 2005  | 11e SAMA                              | Meilleur album pop de l'année                           | Nomination | [ 24 ]     |
| 2005  | 11e SAMA                              | Artise de l'année                                       | Nomination | [ 24 ]     |
| 2005  | 11e SAMA                              | Chanson de l'année                                      | Nomination | [ 24 ]     |
| 2007  | 13e SAMA                              | Best Duo/Group                                          | Lauréat    | [ 25 ]     |
| 2007  | 13e SAMA                              | Meilleur compil DVD                                     | Lauréat    | [ 25 ]     |
| 2014  | MTV Africa Music Awards               | Artiste de l'année                                      | Nomination |            |
| 2014  | MTV Africa Music Awards               | Best Group                                              | Lauréat    |            |
| 2014  | MTV Africa Music Awards               | Meilleur collaboration                                  | Nomination |            |
| 2014  | MTV Africa Music Awards               | Chanson de l'année                                      | Lauréat    |            |
| 2014  | 20e SAMA                              | Album of the year                                       | Lauréat    | ,          |
| 2014  | 20e SAMA                              | Meilleur album pop                                      | Lauréat    | [ 28 ]     |
| 2014  | 20e SAMA                              | Record de l'année                                       | Lauréat    | [ 28 ]     |
| 2014  | 20e SAMA                              | Duo/Groupe de l'année                                   | Lauréat    | [ 28 ]     |
| 2014  | 20e SAMA                              | Meilleure vente de téléchargement de morceau complet    | Lauréat    | [ 28 ]     |
| 2014  | 20e SAMA                              | Meilleure Sonnerie d'Attente                            | Lauréat    | [ 28 ]     |
| 2014  | 20e SAMA                              | Meilleur Téléchargement de Musique Mobile le Plus Vendu | Lauréat    | [ 28 ]     |
| 2016  | MTV Africa Music Awards               | Meilleur performance live                               | Nomination |            |
| 2018  | 24e SAMA                              | Duo or Group of the Year                                | Lauréat    | [ 29 ]     |
| 2018  | 24e SAMA                              | Meilleur album afro-pop                                 | Lauréat    | [ 30 ]     |
| 2018  | 24e SAMA                              | Meilleur Album Ingénieré                                | Lauréat    |            |
| 2018  | 24e SAMA                              | Record de l'année                                       | Nomination |            |
| 2019  | Prix des African Entertainment Awards | Meilleur Groupe                                         | Nomination | [ 31 ]     |